# إدوارد دي فير، إيرل أوكسفورد السابع عشر
كان إدوارد دي فير، إيرل أوكسفورد السابع عشر (12 أبريل 1550- 25 يونيو 1604) نبيلًا ورجل بلاط إنجليزي في العصر الإليزابيثي. كان أوكسفورد وريثًا لثاني أقدم إيرلية في المملكة، وذا حظوة في البلاط لفترة من الزمن، وراعي فنون منشود، وقد ذكر معاصروه أنه كان شاعرًا غنائيًا وكاتبًا مسرحيًا في البلاط، لكن مزاجه المتقلب منعه من نيل أي مسؤولية في البلاط أو الحكومة وساهم في تبديد ممتلكاته.
كان إدوارد دي فير الابن الوحيد لجون دي فير، إيرل أوكسفورد السادس عشر، ومارجري غولدينغ. بعد وفاة أبيه في 1562، انتقل إلى وصاية الملكة إليزابيث الأولى وأُرسل للعيش في منزل مستشارها الأول، السير ويليام سيسيل. تزوج من ابنة سيسيل، آن، وأنجبا خمسة أطفال. جافاها أوكسفورد لخمس سنوات ورفض الاعتراف بأنه أبو طفلهما الأول.
لكونه بطلًا بالمجاولة، سافر أوكسفورد كثيرًا في جميع أرجاء فرنسا وولايات إيطاليا العديدة. كان من بين أوائل مؤلفي قصائد الحب في البلاط الإليزابيثي وتلقى إشادة بصفته كاتبًا مسرحيًا، على الرغم من عدم بقاء أي مسرحيات معروفة باسمه. أشاد تيار من الإهداءات على أوكسفورد لرعايته السخية للأعمال الأدبية والدينية والموسيقية والطبية، ورعى كلًا من مجموعات التمثيل للبالغين والفتيان، وكذلك الموسيقيين والمهرجين والبهلوانات والحيوانات المسرحية.
خرج من حظوة الملكة في بداية الثمانينيات وأُبعد عن البلاط وسُجن لفترة وجيزة في برج لندن عندما أنجبت عشيقته، آن فافاسور، وهي إحدى وصيفات إليزابيث، ابنه في القصر. حُجزت فافاسور كذلك، واستنهضت العلاقة مشاجرات عنيفة في الشوارع بين أوكسفورد وأقاربها. أُصلح بينه وبين الملكة في مايو 1583 بمنزل ثيوبلادز، لكن كانت كل فرص التقدم قد ضاعت. في 1586، منحت الملكة أوكسفورد ألف جنيه استرليني سنويًا (ما يعادل 483.607 دولار أمريكي في عام 2020) لتخفيف الضائقة المالية الناجمة عن إسرافه وبيع أراضيه المدرة للدخل لقاء نقد حاضر. بعد وفاة زوجته الأولى، آن سيسيل، تزوج أوكسفورد من إليزابيث ترينثام، إحدى وصيفات الملكة، وأنجب منها وليّ عهد هو هنري دي فير. توفي أوكسفورد في 1604، بعد أن أنفق كل أملاكه الموروثة.
منذ عشرينيات القرن الماضي، كان أوكسفورد من بين أبرز المرشحين البدلاء المقترحين لكتابة أعمال شكسبير.

## عائلته وطفولته
وُلد إدوارد دي فير وريثًا لثاني أقدم إيرلية ما تزال باقية في إنجلترا في موطن عائلة دي فير المتوارث بقلعة هيدينغهام إسكس في شمال شرق لندن. كان الابن الوحيد لجون دي فير، إيرل أوكسفورد السادس عشر، وزوجته الثانية مارجري غولدينغ، ورُبما سُمي بهذا الاسم تكريمًا لإدوارد السادس، الذي تلقى منه كأس تعميد مُذهّب. كانت له أخت غير شقيقة أكبر منه، اسمها كاثرين، وهي ابنة زواج أبيه الأول من دوروثي نيفيل، وأخت أصغر هي ميري دي فير. كان كلا والديه قد وطد علاقاته بالبلاط: رافق الإيرل السادس عشر الأميرة إليزابيث من إقامتها الجبرية بهاتفيلد إلى العرش، وعُينت الكونتيسة وصيفة في 1559.
قبل وفاة أبيه، سُمي إدوارد دي فير فيكونت بولبيك، أو بوليبيك، ونُشئ على الإيمان البروتستانتي المُصلح. ومثل العديد من أبناء النبلاء، رباه والدان بديلان، كانا في حالته أسرة السير توماس سميث. في الثامنة من عمره، دخل كلية كوينز بكامبردج بصفته إمبوبيس، أو شخصًا عاديًا غير ناضج، لينتقل لاحقًا إلى كلية سانت جونز. كان توماس فاول، وهو زميل سابق في كلية سانت جونز بكامبريدج، يتلقى 10 جنيهات استرلينية في العام ليكون مدرّس دي فير.
توفي أبوه في 3 أغسطس 1562، بُعيد كتابته وصيته. ولأنه كان تلقى أراضٍ كثيرة من التاج عن طريق خدمة الفرسان، صار ابنه في وصاية الملكة ووُضع في منزل السير ويليام سيسيل، وزير دولتها وكبير مستشاريها. في الثانية عشرة، صار دي فير الإيرل السابع عشر لأوكسفورد، وكبير أمناء بلاط إنجلترا، ووريث أملاك كان دخلها السنوي، وإن خُمن بـ 2.500 جنيه استرليني تقريبًا، يصل حتى 3.500 جنيه استرليني (1.25 مليون جنيه استرليني اعتبارًا من 2022).

## وصايته
عندما كان أوكسفورد يعيش في منزل آل سيسيل، كانت دراساته اليومية تتألف من تعلم الرقص واللغة الفرنسية واللاتينية وعلم أوصاف الكون وتمارين الكتابة والرسم والصلوات الشائعة. في عامه الأول بمنزل آل سيسيل، تعلم لفترة وجيزة على يد لورنس نويل، عالم الآثار والباحث في الأنغلوساكسونية. في رسالة إلى سيسيل، شرح نويل قائلًا: «أرى بوضوح أن عملي لصالح إيرل أوكسفورد لا يمكن أن يكون مطلوبًا إلا لمدة قصيرة»، وفُسر رحيله بعد ثمانية أشهر على أنه إما علامة على استعصاء أوكسفورد البالغ من العمر ثلاث عشرة عامًا بصفته تلميذًا، أو دلالة على أن نضجه المبكر قد تجاوز قدرة نويل على تعليمه. في مايو 1564، نسب آرثر غولدينغ، في تقدمة كتابه موجز لتاريخ تروغوس بومبيوس، إلى ابن أخته الشاب اهتمامًا بالتاريخ القديم والأحداث المعاصرة.
في 1563، طعنت أخت أوكسفورد غير الشقيقة، كاثرين، التي كانت سيدة ويندسور آنذاك، بشرعية زواج والدي دي فير في المحكمة الكنسية. جادل خاله غولدينغ بأن على رئيس أساقفة كانتربيري إيقاف الإجراءات، نظرًا لأن رفع الدعوى ضد وصي الملكة غير ممكن من دون رخصة سابقة من محكمة الأوصياء والحاشية.
في وقت ما قبل أكتوبر 1563، تزوجت أم أوكسفورد مرة ثانية من تشارلز تايريل، وهو نبيل متقاعد. في مايو 1565، كتبت رسالة إلى سيسل، تحثه على أن الأموال التي نُحيت جانبًا بفعل وصية أبي أوكسفورد لاستخدام أوكسفورد الشخصي في حداثته يجب أن توضع بعهدتها وبعض أصدقاء العائلة، لحمايتها وضمان أن يتمكن أوسفورد من تأثيث منزله والمطالبة بأملاكه عندما يبلغ سن الرشد، وهذا الفعل الأخير سينهي وصايته، من خلال سداد دينه لمجلس الأوصياء، ونقل الصلاحيات المرتبطة بألقابه إليه. لا يوجد أي دليل على أن سيسيل استجاب لطلبها. توفيت بعد ثلاث سنوات، ودُفنت بجوار زوجها الأول في إيرلز كولن. توفي زوج أم أوكسفورد، تشارلز تايريل، في مارس 1570. 
في أغسطس 1564، كان أوكسفورد بين 17 نبيلًا وفارسًا ومرشحًا لرتبة فارس في حاشية الملكة منحتهم جامعة كامبردج درجة الماجستير الفخرية في الآداب، ومنحته جامعة أوكسفورد واحدة أخرى في دخول ملكي عام 1566. تلقى حماه المستقبلي، ويليام سيسيل، درجة ماجستير فخرية في الآداب في الدخول نفسه. لا يوجد دليل على أن أوكسفورد تلقى درجة البكالوريوس في الآداب. في فبراير 1567، قُبل في غريز إن ليدرس القانون.